# Vologda (tỉnh)

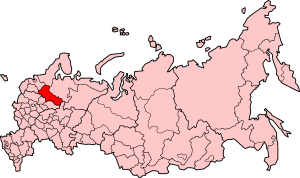
Tỉnh Vologda nằm giữa các khu vực khác của Liên bang Nga

Tỉnh Vologda (tiếng Nga: Вологoдская oбласть) là một đơn vị hành chính của Liên bang Nga, được thành lập ngày 23 tháng 9 năm 1937. Tỉnh này nằm ở phần tây bắc thuộc khu vực châu Âu của nước Nga.
Diện tích lãnh thổ 145.700 km², dân số khoảng 1.269 triệu người (năm 2002). Trung tâm hành chính của tỉnh là thành phố Vologda (292.800 người năm 2002).
Tỉnh này là một phần của Vùng liên bang tây bắc.

## Lịch sử
Trong những thế kỷ đầu tiên kể từ Công Nguyên, dân cư địa phương là người Ves, sinh sống trong khu vực hồ Trắng, và người "Chud ngoại Vologda", phân bổ tới miền đông của hồ Kuben.
Trong khoảng thời gian từ thế kỷ 5 đến thế kỷ 7 người Slav bắt đầu khai thác khu vực này, đã kéo theo sự đồng hóa các dân tộc gốc Phần Lan-Ugor. Sự xâm lấn vùng đất bắc Nga này diễn ra từ phía tây (người Sloven), cũng như từ phía nam (các bộ lạc người Krivich).
Sử sách có nhắc tới thành phố cổ Belozersk từ năm 862.
Trong thế kỷ 12 một số thành phố như Vologda, Veliki Ustjug đã được thành lập.
Trong thời kỳ phân chia quyền lực thời phong kiến, các khu vực phía tây của tỉnh Vologda ngày nay nằm dưới ảnh hưởng của nhà nước phong kiến Novgorod. Các vùng đất phía đông và trung tâm dưới sự cai trị của Công quốc Rostov.
Năm 1238 khu vực này tách khỏi công quốc Rostov thành công quốc độc lập Belozer. Trong thế kỷ 14 công quốc này rơi vào tay chính quyền Moskva và trở thành một huyện của nhà nước Nga duy nhất.

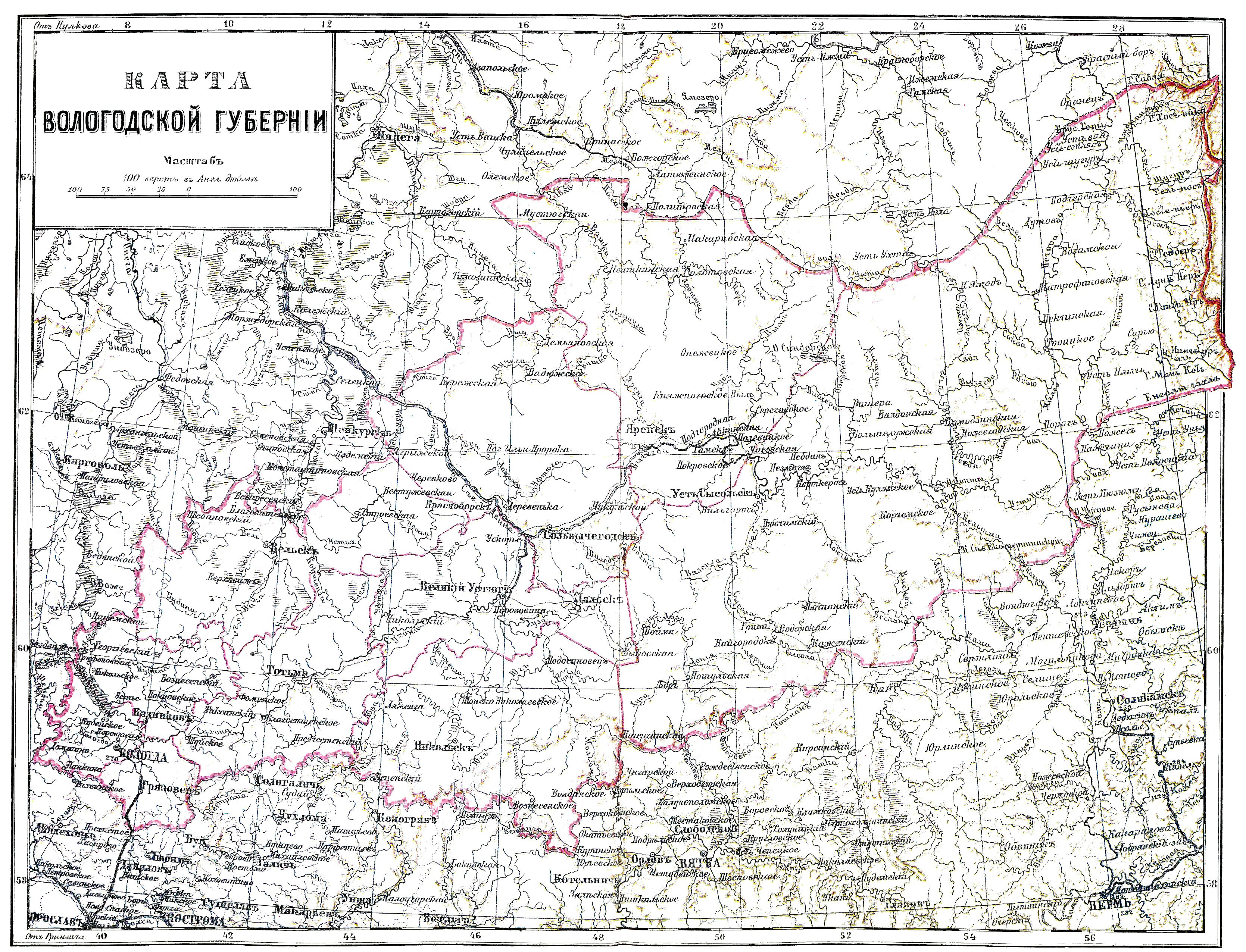
Bản đồ tỉnh Vologda

Phần lớn các thành phố của tỉnh Vologda ngày nay được thành lập trong thời kỳ cải cách hành chính của Ekaterina.
Năm 1780, Vоlogodskoe namestnichestvo (một kiểu đơn vị hành chính gồm vài ba tỉnh) được thành lập.
Năm 1796, namestnichestvo này được đổi thành tỉnh Vologda có 10 huyện.
Năm 1918, trong 5 tháng thì Vologda đã là "thủ đô ngoại giao của Nga", là nơi mà 11 cường quốc trên thế giới đặt trụ sở cho đại sứ quán và công sứ quán.
Xem chi tiết trong các bài:
- Tỉnh Vologda thời Nga hoàng
- Vologda

## Vị trí địa lý, khí hậu, thiên nhiên
Tỉnh này có ranh giới về phía bắc với tỉnh Arkhangel, về phía đông với tỉnh Kirov, về phía nam với các tỉnh Kostroma và Yaroslavl, về phía tây nam với các tỉnh Tver và Novgorod, về phía tây với tỉnh Leningrad, về phía tây bắc với nước cộng hòa Karelia.
Tỉnh Vologda nằm ở phần đông bắc của đồng bằng đông châu Âu, địa hình ở đây có nhiều gò đồi — kế tiếp với các vùng đất thấp (Prionestkaia, Mologo-Sheksninskaia), các dãy (Andogskaia, Belozerskaia, Kirillovskaia) là các vùng đất cao (Andomskaia, Vepsovskaia, Vologodskaia, Galichskaia, Verkhnevatskaia). Ở phần phía đông của tỉnh là Severnưie Uvalư. Tỉnh này không giàu tài nguyên khoáng sản — có vài mỏ than bùn, vật liệu xây dựng và nước khoáng. Khí hậu mang đặc trưng của khí hậu lục địa vừa phải với mùa đông lạnh (nhiệt độ trung bình trong tháng 1 là −14 °C) và mùa hè mát mẻ (nhiệt độ trung bình tháng 7 là 18 °C). Lượng mưa tương đối nhiều — 500 mm/năm, sự bay hơi nhỏ hơn nhiều nên tỉnh này có nhiều sông, hồ và đầm lầy.
Có nhiều sông lớn chảy qua tỉnh này như: sông Sukhona với các sông nhánh là sông Vologda và sông Dvinisa, sông Iug với sông Luza, sông Mologa với sông Tragodosha, sông Sheksna, thượng nguồn sông Unja, Andoma. Hồ chứa nước lớn Rưbin nằm ở phía tây nam, ở phía tây là các hồ: hồ Trắng, hồ Kuben và Voje. Hồ Onez ở phía bắc tỉnh này nối với sông Volga tạo thành tuyến đường thủy Volga-Ban Tích. Thực vật chủ yếu là các loài đặc trưng cho các vùng miền nam và trung tâm của rừng taiga. Rừng chiếm khoảng 2/3 lãnh thổ của tỉnh, chủ yếu là thông. Đất đai chủ yếu là podzol và dernovo-podzol, một số chỗ là đất đầm lầy. Thế giới động vật chủ yếu là các loài của rừng taiga: nai, gấu nâu, thỏ trắng, chồn rừng, lửng, sói, cáo; chim — gà gô xám, gà lôi, gà thông (đa đa). Trong các sông và hồ có cá hồi, cá vền, cá vược, cá rô, cá măng v.v. Các khu bảo tồn quốc gia có Bắc Nga và khu bảo tồn Darwin.

## Hành chính

Bản đồ tỉnh Vologda

## Hình ảnh xã hội
Theo số liệu của Viện nghiên cứu chính sách xã hội độc lập giai đoạn 2003—2005.
Các lợi thế xã hội: sự chuyên môn hóa xuất khẩu của công nghiệp đã đảm bảo thu nhập cao hơn của ngân sách khu vực này và cho dân cư của trung tâm công nghiệp của tỉnh — thành phố Cherepovets, san bằng sự chênh lệch ngành nghề trong tiền công và làm giảm mức nghèo khổ, hạ tỷ lệ thất nghiệp nói chung trong tỉnh, đảm bảo một cách tương đối cao các dịch vụ cơ bản trong y tế, chăm sóc trẻ em và giáo dục phổ cập.
Các vấn đề xã hội: sự phụ thuộc của kinh tế tỉnh vào một vài xí nghiệp; làm tăng sự phân hóa theo không gian — sự tập trung hóa của dân cư, hoạt động kinh tế và thu nhập vào 2 thành phố lớn nhất cũng như khu vực ngoại thành của chúng trên bối cảnh suy thoái dân số và kinh tế của các khu vực ngoại vi nói chung; chất lượng cuộc sống thấp trong các dịch vụ xã hội dành cho dân cư các vùng đó; các vấn đề về chất lượng dân số, trong đó có tuổi thọ trung bình và mức phổ cập giáo dục bị suy giảm.

## Dân số
Tên gọi: người Vologda (Vologzan)
Thành phần dân tộc (năm 2002): người Nga - 96,56%, người Ukraina - 0,97%, những người không rõ dân tộc - 0,45%, người Belarus - 0,39%, người Azerbaidjan - 0,21%, người Armenia - 0,17%, người Di Gan (Xứgan) - 0,16%, ngoài ra còn có 1.858 người Tatar, 987 người Gruzia, 955 người Đức, 439 người Evrei, 426 người Vepsư, 320 người Chechnia, 250 người Việt. Người Vepsư là một loại đặc biệt, do họ đại diện cho dân tộc ít người chính gốc thuộc nhóm người Phần Lan-Ugor hiện đang ở tình trạng cần có sự bảo vệ đặc biệt.
Với mật độ dân số trung bình 8,7 người/km² nhưng tại các huyện ở phía bắc và đông tỉnh này thì mật độ này không quá 4 người/km², ngang bằng với chỉ số của Siberia. Chỉ ở các hạt nhân đô thị hóa nhiều hơn (các huyện ven đô như Cherepovetskii hay Vologodskii và các huyện cạnh đó như Sheksninskii, Grjazovetskii và Sokolskii) thì mật độ dân số dày hơn (từ 10 tới 70 người/km²).
Trong phần lớn lãnh thổ thì lượng dân số của tỉnh gần như không có khác biệt với các khu vực không lớn của miền Trung tâm và Tây Bắc.
So sánh với phần lớn các khu vực của vùng Trung tâm và Tây Bắc thì tỉnh Vologda có tỷ lệ đô thị hóa thấp hơn (phần dân thành thị chỉ có 69%) và có hệ thống các thành phố phát triển yếu ớt — các trung tâm địa phương. Trong một nửa các huyện thì trung tâm hành chính của nó hoặc là làng (8 trên 26 huyện) hoặc là xã kiểu đô thị (5 huyện). Trong số 15 thành phố thì 11 là nhỏ, với dân số từ 5.000 tới 16.000 người. Trong tỉnh chỉ có 2 thành phố cỡ trung bình là Velikii Ustjug và Sokol, dân số hai thành phố này không nhiều hơn 40.000 người. Trong số hai thành phố lớn nhất thì thành phố công nghiệp Cherepovets (312.200 người) lớn hơn trung tâm hành chính của tỉnh (thành phố Vologda với 292.800 người) về mặt dân số. Hai trung tâm là đặc trưng nét nhất về phân bổ dân số của tỉnh Vologda.
Số lượng dân số của tỉnh do tỷ lệ tăng trưởng tự nhiên âm nên liên tục giảm.

## Tổ chức chính quyền
Tỉnh trưởng của tỉnh và các cơ quan quản lý được ông lập ra tạo thành hệ thống cơ quan hành pháp của tỉnh. Tỉnh trưởng cũng là đại diện của tỉnh trong quan hệ với các cơ quan liên bang của Nga và với các tổ chức, cơ quan nhà nước của các chủ thể liên bang khác (tỉnh, nước cộng hòa tự trị v.v). Từ năm 1996, tỉnh trưởng là ông Pozgalev Viacheslav Evgenjievich).
Đại diện hiện hành và là cơ quan lập pháp của tỉnh là Hội đồng lập pháp (HĐLP). Hội đồng này có 34 đại biểu. Các công việc của Hội đồng lập pháp được Chủ tịch HĐLP lãnh đạo, người này được các đại biểu bầu ra bằng bỏ phiếu kín.
Trên lãnh thổ của tỉnh có 28 đơn vị thị chính. Đó là các thành phố Vologda và Cherepovets và 26 huyện. Tỉnh này có 8.108 điểm dân cư, 384 hội đồng xã. Những người đứng đầu của các cơ quan thị chính được bầu ra là đại diện của chính quyền tỉnh trong việc tự quản của các huyện.

## Kinh tế, công nghiệp
Theo sản xuất công nghiệp trên đầu người thì tỉnh này chiếm vị trí thứ hai ở Liên bang Nga. Theo tổng số năm 2004 tỉnh này chiếm 17% sản lượng trong nước của các sản phẩm cán, 16% - thép, 11% - phân hóa học, 14,5% - vòng bi, 7% - gỗ kinh tế, 11,4% - vải lanh, 1,5% tổng kim ngạch xuất khẩu của Liên bang Nga là sản phẩm của các xí nghiệp trong tỉnh (số liệu chính thức của chính quyền tỉnh).
Tỉnh Vologda đã hòa nhập mạnh mẽ vào nền kinh tế thế giới. Doanh số ngại thương năm 2004 đạt $ 3,082 tỷ. Giá trị hàng xuất khẩu đạt $ 2,741 tỷ. THeo khối lượng xuất khẩu trên đầu người thì tỉnh này chiếm vị trí thứ 6 trong số tất cả các đơn vị cùng cấp của Liên bang Nga và vị trí thứ 2 trong Vùng liên bang Tây Bắc. Cấu trúc hàng hóa trong xuất khẩu của tỉnh được xác định trên hết là bằng các sản phẩm của các xí nghiệp lớn nhất — các xí nghiệp luyện kim đen, hóa chất, máy móc như ОАО "Severstal", ОАО "nhà máy cán thép Cherepovets", ОАО "Ammophos", ОАО "Azot", ZАО "nhà máy vòng bi Vologda".
Nông nghiệp, giống như ở các tỉnh phi đất đen khác, vẫn là ngành nghề đang gặp khó khăn của kinh tế tỉnh này. Trong giai đoạn 1990—2003 số đầu gia súc trong tỉnh giảm 2,9 lần (trung bình toàn Nga là 2,2 lần). Nông nghiệp tỉnh này chủ yếu là sản xuất sữa, nhưng sản lượng chỉ tăng ở các huyện gần các thành phố đông dân và dễ vận chuyển ở phía nam, nghĩa là gần với thị trường tiêu thụ. Trong 4 huyện trên tổng số 26 (Vologodskii, Cherepovetskii, Griazovétkii và Sheksninskii) diễn ra sản xuất của 55% sản lượng sữa của tỉnh. Trong các lĩnh vực khác của khu vực nông nghiệp thì sự tăng trưởng bền vững chỉ có ở các xí nghiệp nuôi gà lớn, tất cả các xí nghiệp này đều nằm gần Vologda và Cherepovets hoặc là giữa chúng (huyện Sheksninskii). Kết quả là nông nghiệp hàng hóa chỉ tập trung ở một vài nơi gần thành phố, còn trên bình diện chung thì khu vực nông nghiệp của tỉnh đang chịu sự suy thoái, giữ được chỉ là nhờ khai thác gỗ. Tuy thế, tỉnh này vẫn xuất khẩu một lượng đáng kể các sản phẩm hàng hóa nông nghiệp: sữa, thịt gà, thịt gia súc, một lượng đáng kể dầu ăn.
Hiện nay ở tỉnh này vẫn còn giữ được một số ngành thủ công mỹ nghệ truyền thống như hàng thêu ren, trung tâm lớn nhất về thêu ren ở Nga là xí nghiệp "Snetzinka" (Bông tuyết) ở Vologda; các ngành thủ công hiếm có của Velikii Ustjug là chạm trổ vỏ bạch dương và chạm khắc bạc.

## Vận tải
Khoảng cách từ Vologda tới Moskva là 497 km.

### Giao thông đường bộ
- 35 RUS
  - Đường cao tốc liên bang — М8 "Kholmogori" (Moskva — Iaroslavl — Vologda — Arkhangelsk)
  - Đường liên bang — А114 (Vologda — Novaia Ladoga — nối với M18)
- Các trục đường chính trong khu vực:
  - Tuyến đường Sukhonskii (Тotjma — Njuksenitsa — Velikii Ustjug)
  - Р5 (Vologda — Kirillov — Vưtegra)
  - Р6 (Cherepovets — Belozersk — Lipin Bor)
  - Р7 (Cheksino — Тotjma — Nikolsk)

### Đường sắt
Nhà ga Vologda là một nhà ga đường sắt lớn. Các tuyến bao gồm:
1. Hướng nam: Iaroslavl — Moskva
2. Hướng tây: Cherepovets — Sankt-Peterburg
3. Hướng bắc: Аrkhangelsk, Murmansk, Severodvinsk, Kotlas, Sưktưvkar, Vorkuta, Sosnogorsk
4. Hướng đông: Kirov — Ekaterinburg (Sverdlovsk) — Astana

### Hàng không
Sân bay ở Vologda bay tới Moskva, Velikii Ustjug, Kichmenskii Gorodok, Vưtegra).
Sân bay ở Cherepovets bay tới Moskva, Saint Peterburg và Petrozavodsk.

### Đường thủy
Cảng Cherepovets là một trong những cảng lớn nhất trên tuyến đường thủy Volga-Baltic. Cầu cảng dài hơn 900 mét có thể tiếp nhận cả tàu thủy chạy trên sông cũng như tàu thủy pha sông biển. Các tàu vận tải của cảng này có tải trọng lớn hơn 61.000 tấn, các cần trục nâng hạ có sức nâng tải từ 5 tới 40 tấn, Cảng cũng có các tàu khách, các khu vực kho tàng kín và mở.

## Liên lạc viễn thông
- Liên lạc hữu tuyến: chi nhánh độc quyền "Electro Svjaz tỉnh Vologda" của ОАО "Severo-Zapdnưi Telecom".
- Điện thoại di động: Đầu năm 2005 trên lãnh thổ của tỉnh có 3 hãng cung cấp dịch vụ ở cấp độ toàn Nga. Theo trật tự giảm của thời gian cung cấp và số thuê bao là: Megaphon (khoảng 70% thị trường), MTS, Biline. Dịch vụ liên lạc có sẵn tại lãnh thổ của 19 huyện (bao phủ không đều — chủ yếu là ở khu vực miền nam phát triển về công nghiệp, cũng như phần trung tâm và miền tây của tỉnh. Các huyện miền đông, trừ Totjma và Velikii Ustjug, không có đủ dịch vụ. Số lượng thuê bao khoảng 600.000 người.
- Bưu chính: Được quản lý bởi Sở bưu chính tỉnh.

## Thông tin, báo chí
Các hãng thông tấn, báo chí không nhiều và dưới sự kiểm soát của chính quyền tỉnh. Tờ báo lớn nhất tỉnh này là Krasnưi Sever (Phương Bắc đỏ - từ năm 1917). Các tờ báo khác có: Russkii Sever (Phương Bắc Nga), Nash region (Vùng chúng ta), Premjer (Đầu tiên), Khronometr (Thời kế).
Truyền hình của tỉnh là chi nhánh của VGTRK. Phát thanh: "Transmit", "Premjer", "Vologodskoe radio".
Các hãng thông tấn: Trung tâm thông tin Vologda, Tin tức tỉnh Vologda, Sever-Inform (Thông tin phương Bắc).

## Phân chia hành chính
| Cấp       | Tên              | Cấp       | Tên              |
| --------- | ---------------- | --------- | ---------------- |
| thành phố | Vologda          | thành phố | Cherepovets      |
| huyện     | Babaevskii       | huyện     | Babushkinskii    |
| huyện     | Belozerskii      | huyện     | Bashkinskii      |
| huyện     | Velikoustjug     | huyện     | Verkhovadskii    |
| huyện     | Votdegodskii     | huyện     | Vologodskii      |
| huyện     | Vưtegorskii      | huyện     | Grjazovetskii    |
| huyện     | Kaduiskii        | huyện     | Kirillovskii     |
| huyện     | Kitch-Gorodeskii | huyện     | Metzdurechenskii |
| huyện     | Nikolskii        | huyện     | Njuksenskii      |
| huyện     | Sokolskii        | huyện     | Sjamzenskii      |
| huyện     | Tarnogskii       | huyện     | Totemskii        |
| huyện     | Ustj-Kubinskii   | huyện     | Ustjuzenskii     |
| huyện     | Kharovskii       | huyện     | Chagodoshenskii  |
| huyện     | Cherepovetskii   | huyện     | Sheksninskii     |

## Các thành phố
- Babaevo
- Belozersk
- Velikii Ustjug
- Vologda
- Vưtegra
- Grjazovets
- Kadnikov
- Kirillov
- Krasavino
- Nikolsk
- Sokol
- Totjma
- Ustjuzna
- Kharovsk
- Cherepovets

## Các điểm dân cư lớn khác
- Babushkino
- Verkhovazje
- Vozega
- Kadui
- Kitchmenskii gorodok
- Lipin Bor
- Njuksenitsa
- Sjamza
- Tarnoga
- Ustje-Kubenskoe
- Chagoda
- Sheksna
- Shuiskoe

## Văn hóa, du lịch
Một loạt các thành phố và điểm dân cư của tỉnh này như Belozersk, Velikii Ustjug, Vologda, Ustjuzha, Totjma v.v. là những thành phố lịch sử của Nga và là các viện bảo tàng ngoài trời. Vilikii Ustjug từ năm 1999 được công nhận là quê hương của ông già Nô-en của Nga.
Các viện bảo tàng chính: viện bảo tàng kiến trúc-lịch sử và viện bảo tàng nghệ thuật, các khu bảo tồn Vologodskii, Kirillo-Belozerskii, Veliko-Ustjugskii; các tổ hợp viện bảo tàng Totemskoe và Cherepovetskoe. Tại Semenkovo gần Vologda còn có viện bảo tàng dân tộc-kiến trúc.
Sự quan tâm đặc biệt là các công trình kiến trúc văn hóa, trong đó có tổ hợp các nhà thờ như Spaso-Prilutskii, Kirillo-Belozerskii và các nhà thờ khác. Nổi tiếng nhất là Tu viện Pherapontov nhờ có các tổ hợp bích họa được hoàn thành vào năm 1502 bởi họa sĩ Nga thời Trung cổ là Dionisii, đã được đưa vào danh dách di sản thế giới của UNESCO.
Vologda còn nổi tiếng với sự phong phú của các công trình kiến trúc gỗ còn được giữ gìn tới ngày nay. Tuy nhiên, do nhiều nguyên nhân khác nhau, số lượng và sự nguyên vẹn của các hiện vật liên tục suy giảm. Ví dụ, năm 1963 thánh đường Pokrova thờ Đức Mẹ đồng trinh (nghĩa trang Vưtegorskii) gần Vưtagra đã bị cháy. Nhà thờ này là mẫu hình trực tiếp của thánh đường nổi tiếng Preobrazenskii (nghĩa trang Kizskii).
Trong tỉnh này còn phát triển ngành du lịch săn bắn-câu cá, cũng như có các cơ sở tốt để phát triển du lịch sinh thái.

## Thư viện ảnh

Mùa thuMùa thu
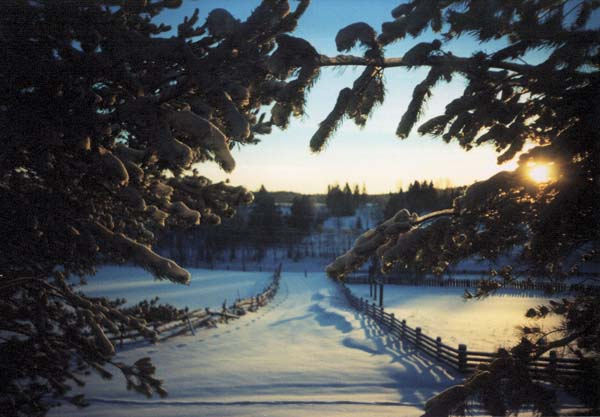
Mùa đông
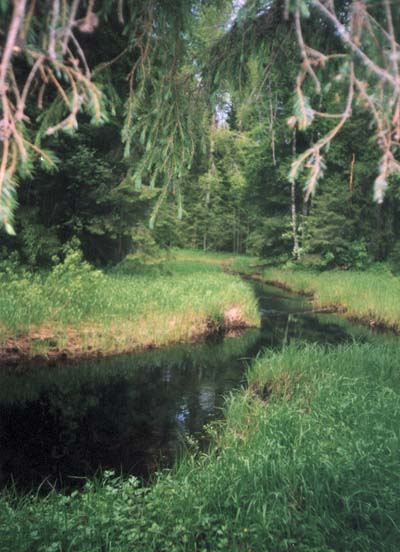
Taiga
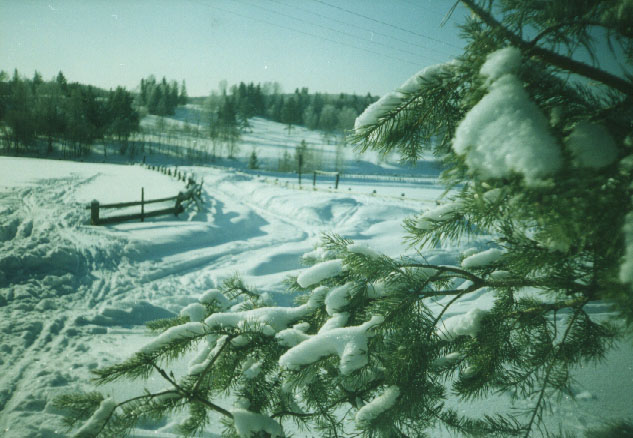
Mùa đông ở Logduz (tỉnh Vologda)
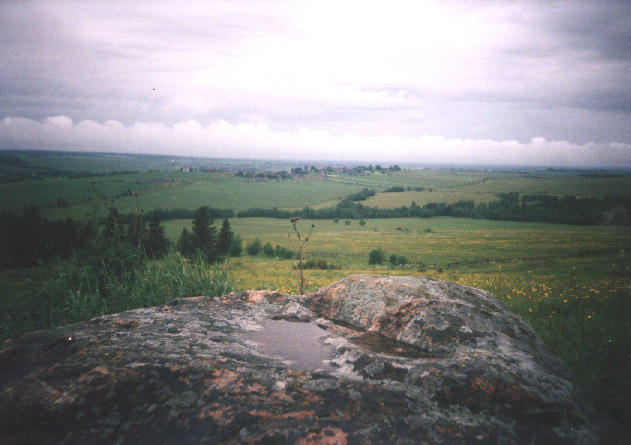
Trên núi Isakovo
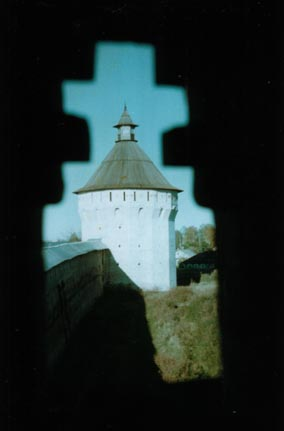
Trong tu viện Spaco-Prilutskii
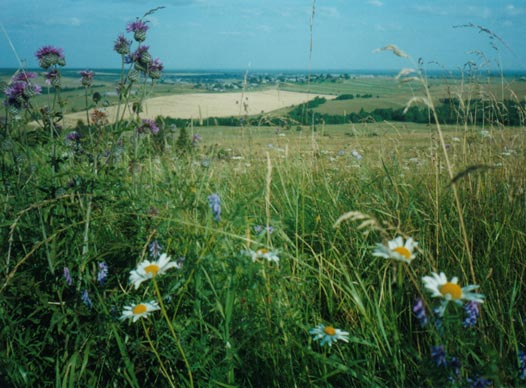
Đồng cỏ Vologda
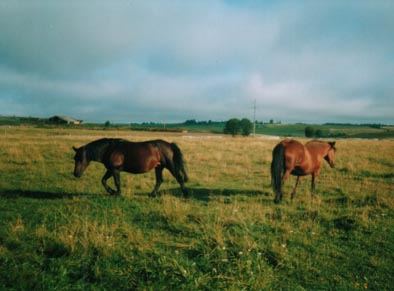
Ngựa trên đồng cỏ